# Rahila Bibi Kobra Alamshahi
Rahila Bibi Kobra Alamshahi (1967) és una política de l'Afganistan. En 2005 va ser elegida per representar la Província de Gazni en la Wolesi Jirga, la cambra baixa del parlament de l'Afganistan. És membre dels Hazares. És professora i periodista. Va viure com a refugiada a l'Iran durant 28 anys.